# Cabe (langue)
Pour les articles homonymes, voir Cabe.
Le cabe (ou caabe, cabè, ede cabe, shabé, également sábέὲ, ṣabe, tsábε) est une langue yoruboïde du continuum linguistique ede parlée au Bénin dans les départements du Zou et du Borgou.

## Distribution
Elle est parlée dans les zones rurales de Savè – dont son nom serait dérivé – et Ouèssè dans le département du Zou, également à Tchaourou dans le Borgou. L'aire linguistique s'étend sur une centaine de kilomètres depuis Tchaourou au nord jusqu'à Savè au sud. La plupart des villages sont alignés le long de la route nationale inter-états 2, donc facilement accessibles. On y rencontre aussi des locuteurs d'autres langues, principalement du bariba, également du fon, du mahi et du dendi. Les Cabe sont originaires du Nigeria voisin.